# Матвієнко Антоніна Петрівна
Тоня Матвіє́нко (Антоні́на Петрі́вна Гончар; нар. 12 квітня 1981, Київ) — українська співачка та акторка, Заслужена артистка України (2021).

## Життєпис
Мати Ніна Матвієнко мала великий вплив на Антоніну. 1991 року Ніна поїхала з десятирічною Тонею на гастролі до США, то були перші виступи Антоніни. 1992 року на Майдані Незалежності Тоня співала Гімн України.
У 1999 році закінчила Київську спеціальну музичну школу-інтернат за спеціальністю «хорове диригування». Потім закінчила Київський інститут культури і мистецтв за спеціальністю «менеджмент зв'язків з громадськістю». У 2010 році у тому ж виші отримала другу вищу освіту вокалістки народного співу (факультет музичного мистецтва, кафедра народного пісенного виконавства).
Перша донька — Уляна (нар. 6 листопада 1998). 15 січня 2016 року народила другу доньку — Ніну, від Арсена Мірзояна, з яким перебувала в незареєстрованому шлюбі. 15 червня 2017 року узаконила стосунки.

## Музична кар'єра
Першою була посада співачки у Художній галереї. Згодом працювала піарницею у рекламній агенції.
2002 року — дипломантка «Першого всеукраїнського конкурсу естрадного співу», на якому виступає у дуеті з К. Герасимовою.
2006 року співачка стає солісткою камерного оркестру «Київські камерати», де співала її матір. Після першого прослуховування керівник ансамблю Валерій Матюхін пожартував: «Матвієнко звільнена — Антоніна прийнята».
Виконуючи складні класичні твори, виступаючи як сольно, так і з оркестром чи хором, беручи участь разом з матір'ю в різноманітних концертах, акціях та турах, Матвієнко швидко привернула увагу неповторним тембром та манерою виконання.
У 2007 році записала свою першу пісню «Не метелиця лугом стелиться».
Протягом 2010 року грає в театральній виставі «Скіфські камені» режисерки Вірляни Ткач (мистецька група «Яра», експериментальний театр «LA MAMA», США, Киргизстан та Україна).
У 2012 році здійснила спільний тур з Арсеном Мірзояном. Почався 7 травня у місті Суми, далі були Тернопіль, Луцьк, Чернівці, Львів, Ужгород та фінальний виступ — Запоріжжя.
У 2013 році випустила перший, записаний спільно з Ніною Матвієнко, альбом «Нове та найкраще».
У липні 2013 року виступила на Global Gathering Ukraine разом з дуетом Tapolsky & VovKING. Музиканти представили спільну роботу з унікальним міксом вокалу Матвієнко та електронної стилістики.
Восени 2013 року стала хедлайнеркою на першому польсько-українському фестивалі «Наша Галичина», що проводився 10–13 жовтня на центральній площі Кракова.

### Голос країни
У травні 2011 року взяла участь у першому сезоні співочого талант-шоу «Голос країни», однак не пройшла прослуховування «наосліп»: зіркові тренери захоплено відгукнулися про вокальні здібності Матвієнко, проте до своїх команд не обрали через «народний тембр». Олександр Пономарьов, не знаючи, хто перед ним, зауважив: 
|  | «Мені голос ваш дуже сподобався: я би навіть сказав, що після Ніни Матвієнко на другому місці в такому тембрі — мені дуже сподобалось! Просто божественно» |

Руслана на кінець виступу двічі повторила слово «Супер», а далі побивалася, що «дуже сильно шкодує» про своє рішення не обирати Матвієнко. Водночас виступ на проєкті привернув до співачки увагу публіки та журналістів, вона стала однією з найбільш обговорюваних учасників шоу.
Проте на закінчення сліпих прослуховувань Матвієнко надав другий шанс продюсер шоу Костянтин Меладзе. Після повторного прослуховування її обрала у свою команду Руслана. Після двох «вокальних двобоїв» вокалістка потрапила до прямих ефірів шоу через неоднозначні рішення Руслани.
У фіналі прямих ефірів здобула друге місце, поступившись Івану Ганзері в останньому голосуванні.

### Євробачення
2016 року брала участь у півфіналі національного відбору Пісенного конкурсу «Євробачення 2016».

## Дискографія

### Пісні
- Хто я для тебе
- Душа
- Петрівочка
- Подаруй любов
- Тобі
- Квітка-душа
- Мій милий
- Мавка
- Ой, верше мій, верше
- А може ти
- Коханий
- Злива і полум'я
- Дивна квітка
- Мої сни
- Чарівна скрипка
- Ой, летіли дикі гуси
- Як я люблю тебе
- Не метелиця
- Сизокрилий голубонько
- Ой, ти зозулько
- Дощ
- Роса
- Івана Купала
- Мавка (remix)
- А може, ти (remix)

### Відеокліпи
- Мої сни 2010 [Архівовано 19 липня 2014 у Wayback Machine.]
- А може ти 2012 [Архівовано 8 квітня 2016 у Wayback Machine.]
- Мавка 2013 [Архівовано 24 березня 2019 у Wayback Machine.]
- Tapolsky & VovKING — «А може ти…» Live at Global Gathering Ukraine 2013
- Тобі 2015
- Мій Милий (feat.Lama) 2016 [Архівовано 3 лютого 2019 у Wayback Machine.]
- Продюсування кліпу Ніна Матвієнко 2016
- Душа 2017
- Хто я Для тебе 2018 [Архівовано 5 березня 2020 у Wayback Machine.]